# Eggersheimer Mühle

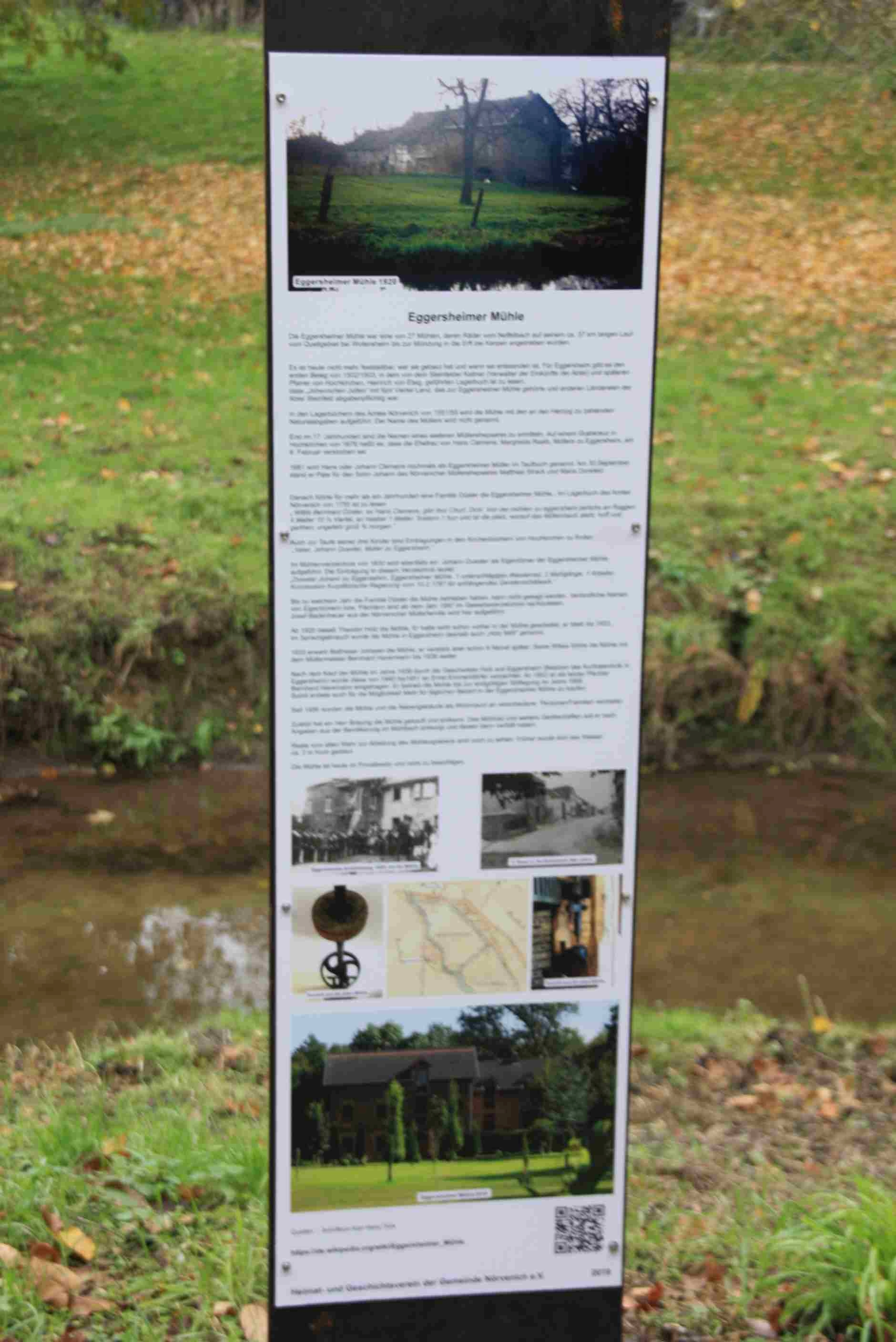
Stele an der Eggersheimer Mühle

Die Eggersheimer Mühle steht in Eggersheim im Kreis Düren am Neffelbach.

## Geschichte
Die Mühle wurde erstmals 1502 als Getreidemühle am Neffelbach bei Joester UB erwähnt (Item 3 morgen hynder der Eggershymer moelen). In den Lagerbüchern des Amtes Nörvenich findet sich 1551/1552 eine weitere Nennung. Die Mühle erhielt am 10. Februar 1778 eine zusätzliche Konzession der Kurpfälzischen Regierung für ein anhängendes Gerstenschälwerk. Sie hatte ein unterschlächtiges Wasserrad, zwei Mahlgänge und beschäftigte zwei Arbeiter. Besitzer war 1830 ein Johann Duester aus Eggersheim. Ab 1920 war ein Theodor Holz Besitzer der Mühle, die deshalb im Sprachgebrauch auch Holz Möll genannt wurde. 1897 betrieb ein Joseph Badenheuer aus Nörvenich die Mühle.
Nach dem Krieg betrieb eine Familie Emmendörfer als Pächter die Mühle. Nach Beendigung des Pachtvertrages wurde an der Stelle des Eggersheimer Hofes das ehemalige Bahnhäuschen der Dürener Kreisbahn abgerissen und ein Haus mit Lebensmittelladen erbaut. Das sei aber ein geschäftlicher Misserfolg gewesen, da bereits zwei weitere Läden im Dorf betrieben wurden.
Danach übernahm ein Balthasar Joiressen (Schreibweise unklar) für kurze Zeit die Mühle. Seine Witwe betrieb die Mühle bis 1938 mit dem gelernten Müller Bernhard Havermann weiter, der aus dem Norddeutschen stammte. Daraufhin kauften die Geschwister Hoß, die in Eggersheim den Kurfürstenhof betrieben, die Mühle. Sie verpachteten sie ab 1940 an Ernst Emmendörfer, der die Mühle bis 1951 betrieb. 1958 wurde der Betrieb endgültig stillgelegt.
Zuletzt kaufte ein Herr Bräunig die Mühle und entkernte sie. Das Mühlrad und weitere Teile der Ausrüstung wurden in den Mühlbach geworfen, der anschließend verfüllt wurde.
Reste des alten Wehrs zur Ableitung des Mühlengrabens existieren noch. Früher staute man dort das Wasser ca. 2 Meter hoch.